# Awj
AWJ (tiếng Ả Rập: عوج, cũng đánh vần là Ouj hoặc Uj) là một ngôi làng ở miền bắc Syria, một phần hành chính của Tỉnh Hama, nằm ở Homs Gap phía tây nam của Hama. Các địa phương gần đó bao gồm Aqrab và Tell Dahab ở phía đông, Nisaf và Baarin ở phía bắc, Ayn Halaqim ở phía tây bắc, và Kafr Kamrah và Rabah ở phía nam. Theo Cục Thống kê Trung ương Syria, Awj có dân số 4.222 người trong cuộc điều tra dân số năm 2004. Cư dân của nó chủ yếu là Alawites.